# コダック
イーストマン・コダック（英: Eastman Kodak Company）は、アメリカ合衆国に本拠を置く、かつて世界最大の写真用品（カメラ、レンズ、写真フィルム、印画紙、処理剤）メーカーであり、2020年代においては商業印刷や医薬品製造にも進出している。一般的にはコダックの略称で知られている。

## 概要
世界で初めてロールフィルムおよびカラーフィルムを発売したメーカーである。また、世界で初めてデジタルカメラを開発したメーカーでもある。写真関連製品の分野で高い市場占有率を占めることで知られていたほか、映画用フィルム、デジタル画像機器などの事業も行っていた。

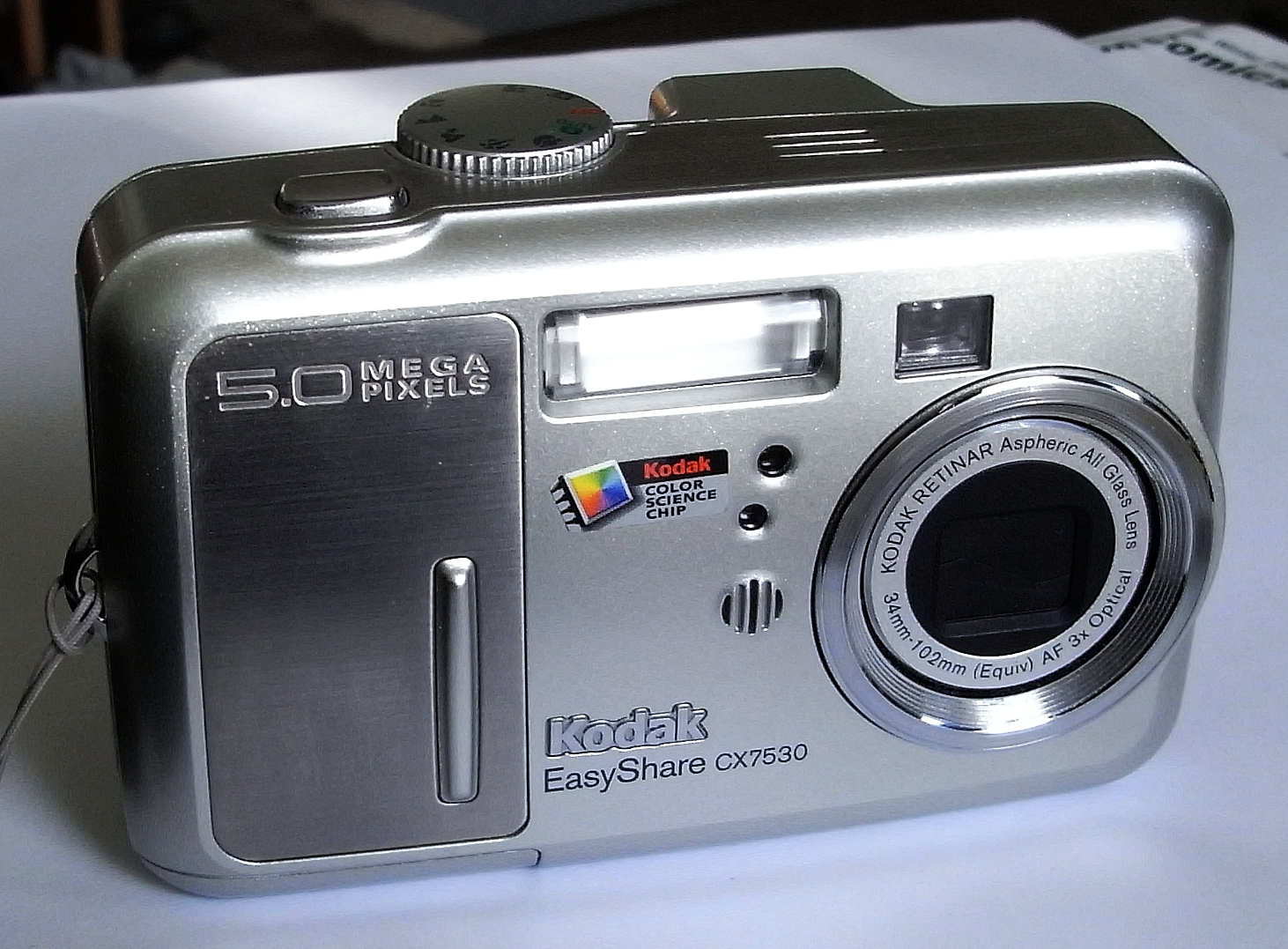
EasyShare CX7530

カメラも、小型mmカメラ、中判カメラの設計製造、カメラ用レンズや眼鏡レンズなどの光学機器の設計製造も手掛け、35mm小型カメラの「コダックレチナ」、小型35mmでレンズ交換が可能なほか、フィルムマガジンの交換も出来る高級機種の「コダックエクトラ」、中判機種では中型カメラの「コダックメダリスト」などの高級機種の製造発売がされ、自社製品のレンズが添えられていた。
カメラ用のレンズは、「コダック・エクターレンズ」、「コダック・コマーシャルエクターレンズ」の名称で、小型mmカメラ用レンズ、中型機種の中判カメラ用レンズ、大型機種の大判カメラ用レンズがそれぞれに発売され、自社製品のカメラ以外のメーカーが発売するカメラ用のレンズを供給し、フィールドカメラやビューカメラ用の中版カメラ用や大版カメラ用のレンズが発売された。
2020年にはアメリカ政府の支援を受けて、医薬品製造にも進出したが、2025年8月13日の決算発表を通じて経営危機を表明するに至った。

## コダックのカメラ
イーストマン・コダック社が発売したカメラの一部を、例として取り上げる。

### 35mm小型カメラ
35mm小型カメラの蛇腹付きの折り畳みカメラが、コダック・レチナの名称で発売された。自社製品のレンズである、コダック・エクターレンズが取り付けられていた。
コダック・エクトラ．小型の35mmカメラで、レンズ交換以外に、フィルムマガジンの交換も可能な高級機種である。複数の焦点距離を持つ、レンズが用意されていた。レンズはコダック・エクターレンズである。

### 中型カメラ
中判の画面を撮影出来る中型カメラには、コダック・エクターレンズが固定された、距離計連動レンジファインダーカメラの、Kodak Medalist Cameraが発売された。フィルムのサイズは120ブローニーフィルムと、同じ幅であるのだが、フィルムの巻き取りスプールが、薄い金属製で出来ていた620フィルムのサイズで造られているので、2020年現在発売されている120ブローニーフィルムは、スプールを620のものに巻換えて使うか、カメラのフィルムセット位置を削って、120ブローニーフィルムが入れられるようにして使わなければならない。使用されている、コダック・エクターレンズが優秀なレンズであるので、使っている人もいる。

## コダックのレンズ
イーストマン・コダック社は自社製品のカメラに取り付けるものの他に、他社製品のカメラへのレンズ供給も行っていた。他に、どんな組み合わせでも、好みに合わせられるフィールドカメラや、ビューカメラで使用するレンズを作製しており、レンズ専門の光学機器メーカーが発売しているレンズと競ってきており、優秀なレンズが発売された。
中版カメラのハッセルブラッドカメラ1600F、1000F用にコダック・エクター80mm F2.8、コダック・エクター135mm F3.5レンズが供給してきていた。他にコダック・エクター55mm F5.6、コダック・エクター154mm F6.3が少数ずつ製造され、発売に向けて試験が行われたが、暗いために中止されていた。シュープリームワイドアングルで、カールツァイスのビオゴンを採用したことでカールツァイスに変更されたために、他の焦点のレンズの供給はなくなる。
中判のフィールドカメラ用のものと、大判のフィールドカメラや、ビューカメラ用にコダック・エクターレンズと、コダック・コマーシャルエクターレンズが製造されていた．中版のテクニカルカメラ、リンホフスーパーテヒニカと、大判のフィールドカメラ、リンホフマスターテヒニカや、ビューカメラのジナーのカメラ等に、他社製品と交換して利用されている。

## フィルムメーカーになった後
2000年頃までは世界的な大手企業であり、「写真撮影の決定的瞬間」を意味する「コダック・モーメント（Kodak Moment）」という言葉も出来た。1975年には、世界初のデジタルカメラを開発するなど、アナログ分野だけでなくデジタル分野でも、高い技術力を誇っていた。
写真フィルム事業での大きすぎる成功のため、写真フィルムの業績に悪影響を与えるとの理由から発明品であるデジタルカメラの商業化を見送るなどデジタル化の波に乗り遅れ、2000年代以降のフィルム市場の急激な衰退にともない、2012年に会社が倒産した。
「コダック・モーメント」とは、「市場が急激に変化する決定的瞬間」を意味することになり、旧分野での大きすぎる成功のため、新たなイノベーションに乗り遅れる「イノベーションのジレンマ」、または新興の技術が、旧来の優れた技術を破壊的に駆逐する「破壊的イノベーション」の代表的な犠牲者として知られることになった。
2012年の倒産後は、企業規模を大幅に縮小して再出発。2013年に再上場した。
最盛期6万人を超えた従業員は、現在約10分の1程度となっている。

## ライセンス事業
2012年の倒産後は、「コダック」の商標を他社にライセンスする事業にも積極的に取り組んでおり、複数の企業が「コダック（KODAK）」ブランドの商品を発売している。
中でも韓国では、「KODAK Apparel」の名称によるアパレル事業が好調で、2025年現在韓国国内で100店舗以上を展開する一大チェーンとなっている。他にデジタルカメラ分野などでは、2013年にJK Imagingとライセンス契約を結んでいる。2014年10月23日にマスプロ電工が、JKイメージング社との間で同社のKodakブランドデジタルカメラなどの日本国内における独占販売権を持つ日本総代理店契約を締結したと発表した。
日本でも、2015年に船井電機がライセンス契約を結び、一時「KODAK」ブランドでプリンタ製品を製造・販売していた。

## 沿革
- 1880年 - 写真乾板の製法を確立したジョージ・イーストマンが、ニューヨーク州ロチェスターにて乾板の商業生産を始める[10]。
- 1881年 - ジョージ・イーストマンとビジネスマンのヘンリー・A・ストロング（英語版）が、前身となる「イーストマン乾板会社」（Eastman Dry Plate Company）を創業[2]。
- 1888年 - ジョージ・イーストマンが商標「コダック」の使用を開始。同時に「あなたはボタンを押すだけ、あとは私たちにお任せを」（You Press the Button. We Do the Rest.）という触れ込みで市場に参入。
- 1892年 - 社名を現在のものに変更[2][10]。
- 1900年 - 同社初のカメラ製品「ブローニー」を1ドルで発売し、大衆に写真を一気に普及させた。
- 1920年 - テネシー・イーストマンとしてフィルム素材の原料を製造する子会社を設立。
- 1921年 - シネコダックとして、小型映画の規格「16mmフィルム」を発表。
- 1932年 - シネコダック8として、のちに「ダブル8」と呼ばれる小型映画の規格を発表、同年3月14日、ジョージ・イーストマン死去。
- 1963年 - 「インスタマチック」規格を発表。
- 1965年 - 新しい小型映画の規格「スーパー8」を発表。
- 1971年 - 「ポケットインスタマチック」規格を発表。
- 1982年 - 「ディスクフィルム」規格を発表。
- 1993年 - フィルム素材の原料を製造する子会社がイーストマン・ケミカルとして独立。
- 2001年 - 11月9日、同社の名を冠したコダック・シアターがオープン。
- 2004年 - 従業員数が5万人に達する。
- 2007年 - 医療用X線フィルムなどのヘルス事業をカナダのオネックスに売却。コダックの旧ヘルス事業はオネックスが設立した子会社ケアストリームヘルス（英語版）に移管、コダックから引き継いだヘルス関連の製品は引き続きコダックのブランドで販売されている。米イーストマンコダックの映画用カラーフィルムで撮影された作品が、アカデミー賞誕生以来79年連続して最優秀作品賞を受賞している。
- 2008年 - この年の北京オリンピックを最後に、長年務めたオリンピックのスポンサーから撤退。従業員数が2万6900人へ。
- 2012年1月3日 - ニューヨーク証券取引所から上場基準についての警告を受けたと公式発表[11]。
- 2012年1月19日 - 連邦倒産法第11章の適用をニューヨークの裁判所に申請[12]。上場廃止。
- 2012年2月 - コダックが、アカデミー賞授賞式会場でもある、コダック・シアターからコダックの名を削除する（命名権を契約更新しない）よう求めていると報じられる[13]。
- 2013年8月20日 - 規模を大幅に縮小したデジタルイメージング企業として連邦倒産法第11章の適用を脱する計画について裁判所から承認を得る[14][15][16]。
- 2013年9月3日 - 英国コダックの年金運営ファンド「コダック年金プラン」が同社のパーソナライズドイメージング事業およびドキュメントイメージング事業を買収。新会社「コダックアラリス」（Kodak Alaris）を設立[17][18]。
- 2013年11月1日 - 法人向け商業印刷を柱にして経営再建を果たし、ニューヨーク証券取引所（NYSE）に再上場した[19]。ティッカーシンボルは「EK」から「KODK」に変更される。
- 2018年1月9日 - 独自の仮想通貨「コダックコイン」を発行すると発表[19]。

## 社名の由来
コダックという社名は、力強くシャープな感じがすると同時に、創業者のお気に入りでもあった「K」を挟んだ単語をいく通りも考えた結果として生まれたものであって、単語そのものに特別な意味はない。

## 主な製品・規格
- アメリカコダックのフィルムカメラ製品一覧
  - ブローニー - アメリカコダックの製品。
  - エクトラ - アメリカコダックの製品。
  - ポケット・コダック - アメリカコダックの製品。
  - スーパーコダック620 - アメリカコダックの製品。
  - ヴェスト・ポケット・コダック - アメリカコダックの製品。
- ナーゲル (カメラ) - コダックに買収されドイツコダックとなった。
  - レチナ - ドイツコダックの製品。
- コダカラー - カラーネガフィルムのブランド。
- コダクローム、エクタクローム - コダックのカラーリバーサルフィルムのブランド。
- 16mmフィルム - 1921年（大正10年）にコダックがシネコダックとして発表した小型映画の規格。
- ダブル8 - 1932年（昭和7年）にコダックがシネコダック8として発表した小型映画の規格。
- スーパー8mmフィルム - 1965年（昭和40年）にコダックが発表した小型映画の規格。
- ネガフィルム
- インスタマチック
- ディスクカメラ
- フォトCD
- フォーサーズシステム オリンパスと供に規格提唱
- コダック プロフェッショナル デジタルカメラ製品一覧

## レンズの製造番号による製造年確定
アメリカコダックにて製造されたレンズの製造番号の頭には製造年西暦下二桁を示すアルファベットが2文字ついており、C=1、A=2、M=3、E=4、R=5、O=6、S=7、I=8、T=9、Y=0を表している。例えばESであれば1947年製であることがわかる。

## 日本法人
コダック合同会社（英: Kodak Japan, Ltd.）は、イーストマン・コダックの日本法人、同社の完全子会社である。
沿革
- コダックの日本進出以来、長瀬産業と提携関係にあった。
- 1981年（昭和56年）10月30日 - 会社設立[20]。
- 1986年（昭和61年） - 統合してコダック・ナガセ株式会社を設立。
- 1989年（平成元年） - 長瀬産業との提携関係を解消。
- 1993年（平成5年） - 横浜マリノス（現：横浜F・マリノス）のユニフォームスポンサーを1998年まで務める。また、Jリーグオールスターサッカーのスポンサーを1993年から1998年まで努める。
- 2001年（平成13年）10月1日 - コダック株式会社へ商号変更。
- 2013年（平成25年）12月2日 - 現社名に商号変更[20]。

## CM出演者
- 久米宏が1981年頃に女性タレント（氏名不詳）と共にコダックのインスタントカメラのCMに出演した。